# Rhipidia (Rhipidia) sprucei
Rhipidia (Rhipidia) sprucei is een tweevleugelige uit de familie steltmuggen (Limoniidae). De soort komt voor in het Neotropisch gebied.